# Рёзель фон Розенгоф, Август Иоганн
Август Иоганн Рёзель фон Розенгоф[уточнить] (нем. August Johann Rösel von Rosenhof, 1705—1759) — немецкий энтомолог, художник-миниатюрист и гравёр.

## Биография
Воспитывался в школе Арнштадта. Учился живописи в Нюрнбергской академии художеств и в Копенгагене (1726—28). В свободное время занимался наблюдениями над жизнью насекомых, результатом чего явилось несколько произведений, из них главнейшее: «Monatlich herausgeg. Insectenbelustigungen» (1746, 1749, 1755, 1761), послужившее вместе с работами Реомюра, Фриша и К. де Геера основой изучения биологии насекомых. Известна и его «Historia naturalis ranarum nostratium» (1758).
Он описал амёбу, назвав её протеем, причем подробно рассказал об амёбоидном движении.
В честь учёного названы:
- Roeseliana — род настоящих кузнечиков
- Roeseliana roeselii — вид кузнечиков скачок Резеля
- Dytiscus roeselii — вид жуков-плавунцов
- Carinogammarus roeselii (Gervais, 1835) — вид ракообразных
- Stentor roeselii — вид инфузорий-трубачей

## Источник
- Резель-Розенгоф, Август-Иоганн // Энциклопедический словарь Брокгауза и Ефрона : в 86 т. (82 т. и 4 доп.). — СПб., 1890—1907.